# Mångfaldseken

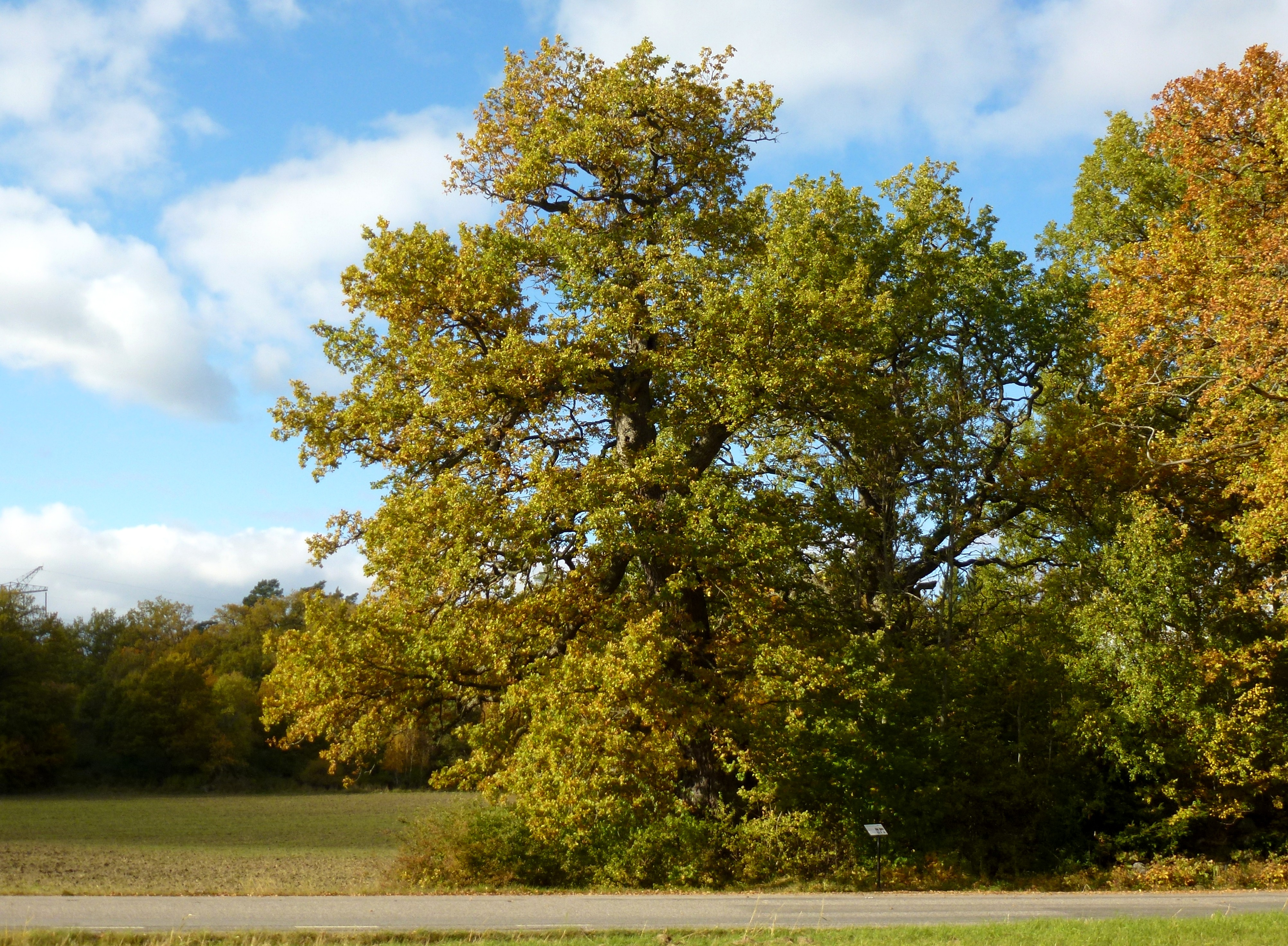
Mångfaldseken i oktober 2012.

Mångfaldseken var namnet på en av nio ekar i Salems kommun som år 2010 inventerades beträffande djur, växter och svampar. Eken stod vid Vällingevägen i Bornsjöns naturreservat nära Bornsjöns sydvästra strand. På sommaren 2016 fällde en storm den murkna eken.

## Beskrivning
Ekar hör till Sveriges artrikaste träd och kan vara bostad för över 1000 arter. För att ta reda på antal arter i en vanlig äldre svensk ek lät Södertörnsekologerna inventera nio ekar i södra delen av Stockholms län. Inventeringen genomfördes år 2010 och avsåg några växt- och djurarter. Sammanlagd påträffades 396 arter varav 220 skalbaggar, 109 lavar, 36 mossor, 25 svampar och 6 klokrypare. I den så kallade "Mångfaldseken" vid Bornsjön hittades 26 skalbaggar, 28 lavar, 14 mossor och 8 svampar. Av dessa var fem arter rödlistade.

## Bilder

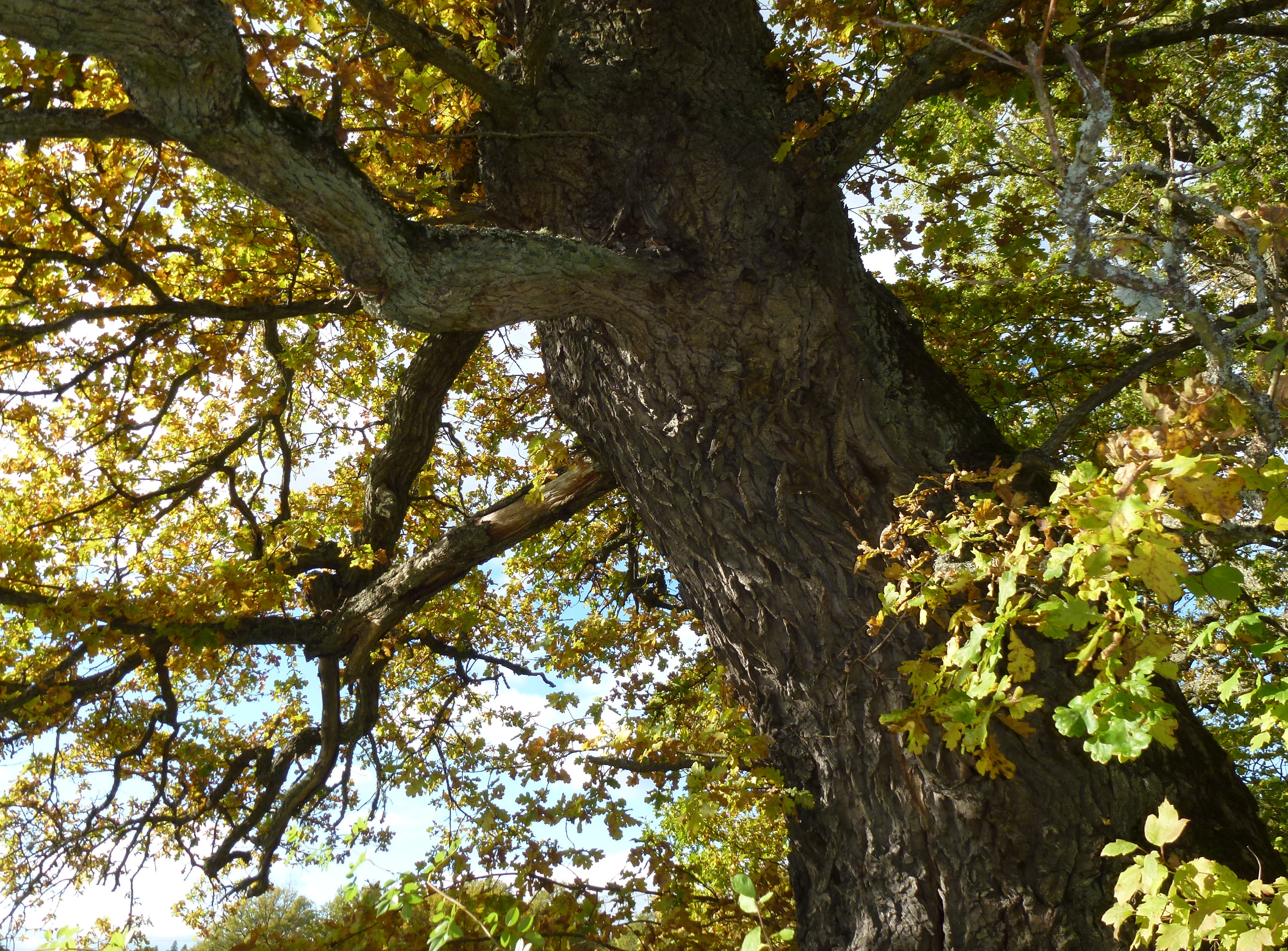
Mångfaldsekens krona i oktober 2012
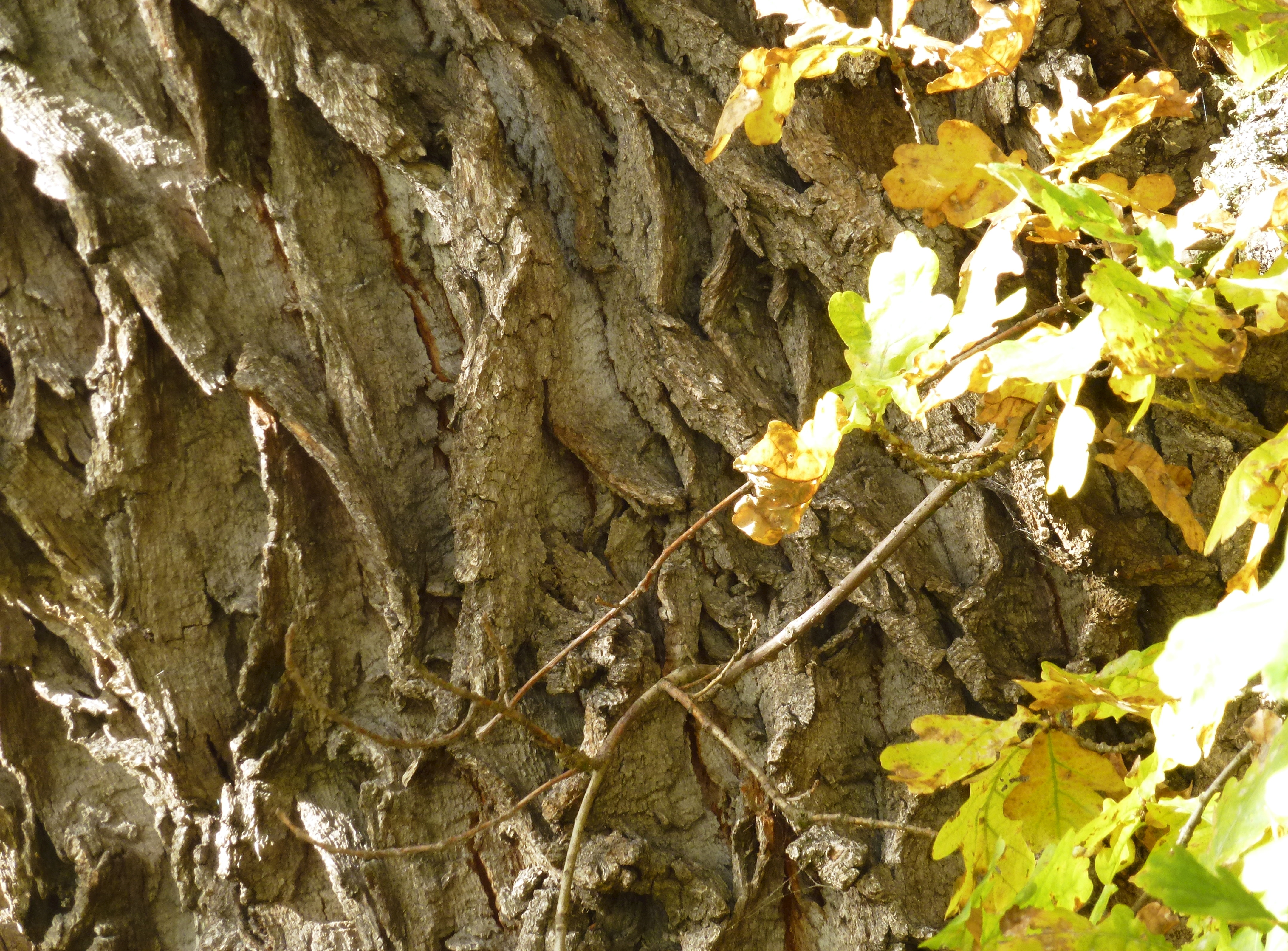
Mångfaldseken detalj, 2012
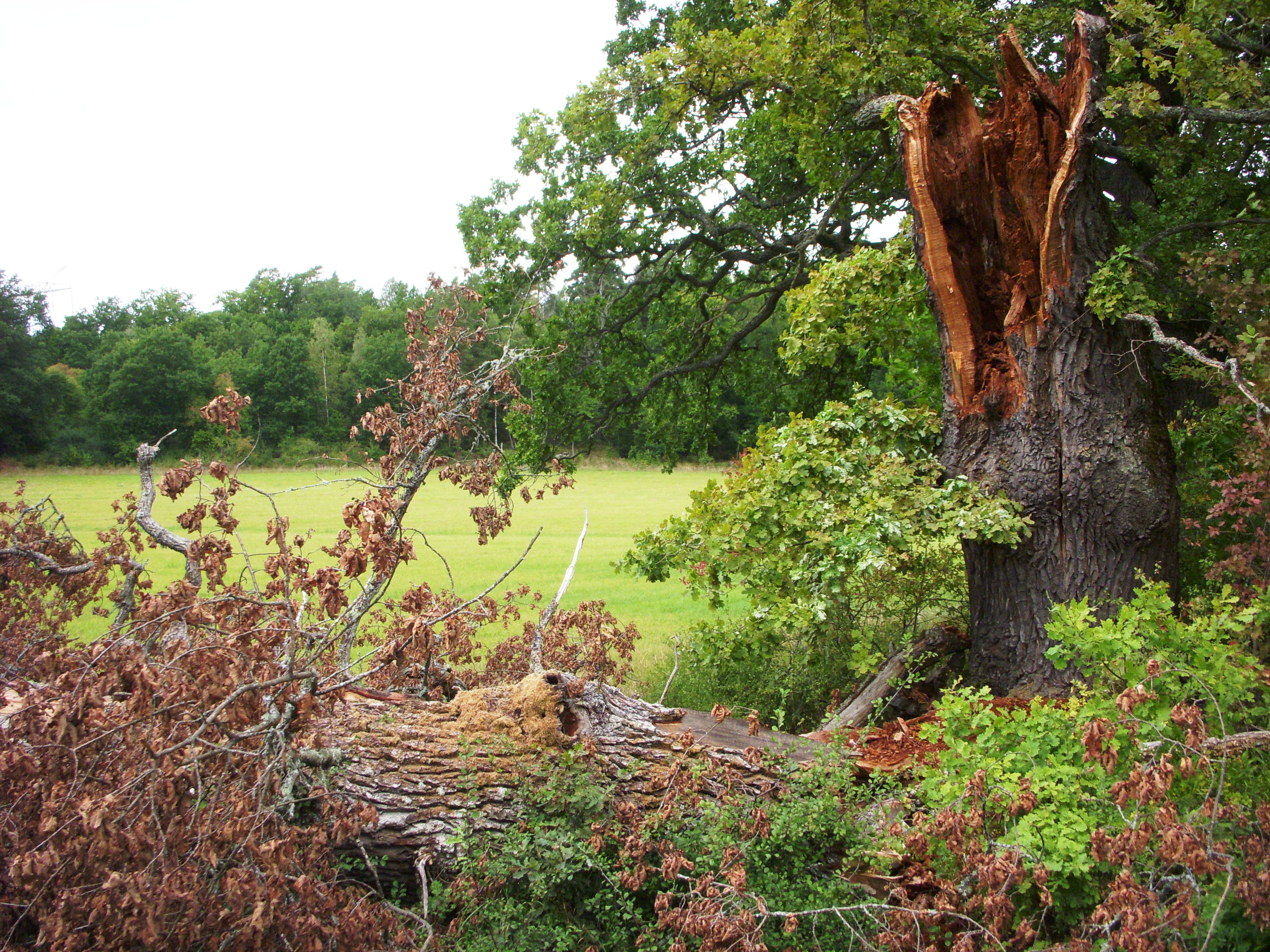
Mångfaldseken i september 2016
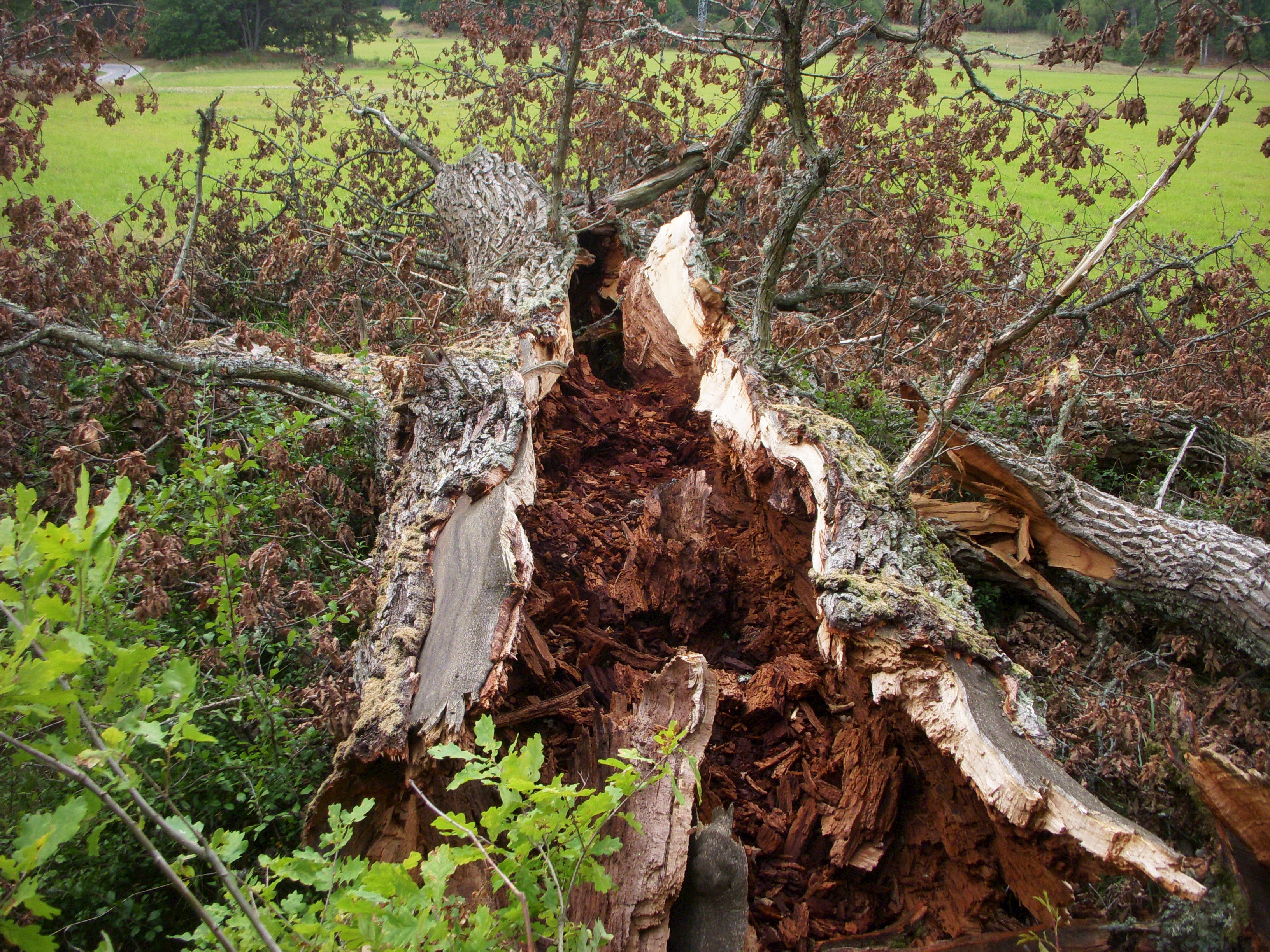
Mångfaldseken i september 2016